# Dicranolasma cristatum
Espèce
Dicranolasma cristatum est une espèce d'opilions dyspnois de la famille des Dicranolasmatidae.

## Distribution
Cette espèce est endémique d'Italie. Elle se rencontre dans l'Apennin du Nord.

## Description
Le syntype mesure 4 mm
Les mâles mesurent de 4,4 à 4,5 mm et les femelles de 4,0 à 4,6 mm.

## Systématique et taxinomie
Cette espèce a été décrite par Thorell en 1876.

## Publication originale
- Thorell, 1876 : « Sopra alcuni Opilioni (Phalangidea) d'Europa e dell'Asia occidentale, con un quadro dei generi europei di quest'ordine. » Annali del Museo Civico di Storia Naturale Giacomo Doria, vol. 8, p. 452-508 (texte intégral).